# The Ferragnez
The Ferragnez è stato un docu-reality italiano del 2021 prodotto da Banijay Italia per Amazon Prime Video.
La docuserie mostra la vita quotidiana della coppia Chiara Ferragni e Fedez e la loro famiglia.

## Trama
Il programma segue la vita di Fedez e Chiara Ferragni con la partecipazione di tutti i membri della loro famiglia, dal figlio Leone alla cagnolina Matilda.

## Cast

### Personaggi principali
- Chiara Ferragni (stagioni 1-2)
- Fedez - Federico Lucia (stagioni 1-2)
- Leone Lucia Ferragni (stagioni 1-2)
- Vittoria Lucia Ferragni (stagione 2)
- Francesca Ferragni (stagione 1)
- Valentina Ferragni (stagione 1)
- Tatiana - Annamaria Berrinzaghi (stagioni 1-2)
- Franco Lucia (stagioni 1-2)
- Marina Di Guardo (stagione 1)
- Marco Ferragni (stagioni 1-2)
- Nonna Ciana - Luciana Violini (stagioni 1-2)
- Luca Vezil (stagione 1)
- Riccardo Nicoletti (stagione 1)

### Personaggi secondari
In ogni puntata è presente il dottor Leone Baruh, accreditato come guest. Hanno preso parte al docu-reality anche Fabio Maria Damato, J-Ax, Luis Sal, Francesca Michielin, Tananai, Dargen D'Amico, Davide Simonetta, Donatella Versace, Simona Ventura e altri.

## Episodi

### Prima stagione
| N° | Titolo              | Prima TV         |
| -- | ------------------- | ---------------- |
| 1  | It's Christmas Time | 9 dicembre 2021  |
| 2  | Opposites Attract   | 9 dicembre 2021  |
| 3  | Star & Groupie      | 9 dicembre 2021  |
| 4  | In Your Shoes       | 9 dicembre 2021  |
| 5  | Baby Shower         | 9 dicembre 2021  |
| 6  | Sanremo             | 16 dicembre 2021 |
| 7  | Vittoria            | 16 dicembre 2021 |
| 8  | New Life            | 16 dicembre 2021 |

### Seconda stagione
| N° | Titolo                | Prima TV       |
| -- | --------------------- | -------------- |
| 1  | Back Again            | 18 maggio 2023 |
| 2  | ... And the City      | 18 maggio 2023 |
| 3  | Then Comes the Sun    | 18 maggio 2023 |
| 4  | Familyz               | 18 maggio 2023 |
| 5  | Back on Stage         | 25 maggio 2023 |
| 6  | With a Little Help... | 25 maggio 2023 |
| 7  | In Love in Portofino  | 25 maggio 2023 |

## Episodio speciale
Il 14 settembre 2023 è stato pubblicato un episodio speciale intitolato The Ferragnez: Sanremo Special, dalla durata di 72 minuti, che narra gli avvenimenti accaduti intorno alla settimana del Festival di Sanremo 2023, nel quale erano presenti sia Chiara come coconduttrice sia Fedez come ospite e conduttore del podcast  Muschio selvaggio da Sanremo.